# Старомрясово
Старомрясово (баш. Иҫке Мерәҫ) — село в Давлекановском районе Республики Башкортостан Российской Федерации. Входит в состав Имай-Кармалинского сельсовета.

## География

### Географическое положение
Расстояние до:
- районного центра (Давлеканово): 49 км,
- центра сельсовета (Имай-Кармалы): 10 км,
- ближайшей ж/д станции (Давлеканово): 49 км.

## История
Село было основано в первой половине XVIII века башкирами Уршак-Минской волости Ногайской дороги на собственных вотчинных землях под названием Мрясево. Названо по имени первопоселенца М(е)ряся Ю(Е)лумбетова.

## Население
| 2002 | 2009 | 2010 |
| ---- | ---- | ---- |
| 233  | ↗254 | ↗259 |

Согласно переписи 2002 года, преобладающая национальность — башкиры (100 %).